# Caridina caerulea
Caridina caerulea, hay còn gọi là tép Poso chân xanh, tép Blue leg Poso (Danh pháp khoa học: Caridina caerulea) là một loại tôm nước ngọt từ Sulawesi. Đây là một trong 11 loài đặc hữu thuộc chi Caridina của Hồ Poso. Nó sống trên nhiều chất nền khác nhau, bao gồm gỗ, đá, cát và thực vật. Người ta nghi ngờ nó chỉ sống ở vùng nước nông.